# Distretto di Kushiro
Il distretto di Kushiro (釧路郡?) è uno dei distretti della Sottoprefettura di Kushiro, Hokkaidō, in Giappone.
Attualmente comprende il solo comune di Kushiro.